# District de Werdenberg
Le district de Werdenberg était l'un des quatorze districts du canton de Saint-Gall.

## Communes
- Buchs
- Gams
- Grabs
- Sennwald
- Sevelen
- Wartau